# Jesús Antonio San Martín
Jesús Antonio San Martín es columnista de prensa, poeta y compositor musical. 

## Biografía
Nació en Santander el 13 de junio de 1945. Fue discípulo del poeta Gerardo Diego. En 1963 obtuvo el tercer premio de poesía del Certamen provincial organizado por Radio La Voz de Cantabria. Posteriormente ha sido galardonado en pequeños certámenes poéticos y de relatos cortos. Como escritor, colabora todas las semanas con distintos periódicos y revistas nacionales, bien con su propio nombre o bajo pseudónimo. Como autor musical ha participado en distintos festivales de la canción, siendo los más importantes: el XII Festival Español de la Canción de Benidorm, donde quedó en la categoría de finalista; el II Festival de la Canción de Almería, también como finalista, y el V Festival de la Canción Infantil de TVE, con el tercer premio. Varias de sus canciones están grabadas en discos por el trío músico vocal Los Carabelas.
Es autor, entre otras, de la música de "Bahía de Santander" que, con letra de la poeta cántabro aragonesa Marisa del Campo, interpreta el Orfeón Cántabro. Asimismo es autor de la obra a cuatro voces mixtas "Ahí está el mar", con texto de Federico Mayor Zaragoza, exdirector de la Unesco. En la actualidad escribe música a cuatro voces para corales, así como piezas para bandas, copla española e himnos para asociaciones de diversa índole, especialmente para clubes de fútbol.